# Inga pleiogyna
Inga pleiogyna é uma espécie vegetal da família Fabaceae.
Apenas pode ser encontrada no Brasil.